# 欧特里沃
欧特里沃（法語：Auterive，法語發音：[otʁiv]）是法国上加龙省的一个市镇，属于米雷区。

## 地理
欧特里沃（43°21'1"N, 1°28'29"E）面积36.54 平方千米，位于法国奧克西塔尼大區上加龙省，该省份为法国西南部内陆省份，西南端与西班牙接壤，自此顺时针与上比利牛斯省、热尔省、塔恩-加龙省、塔恩省、奥德省和阿列日省接壤。
与欧特里沃接壤的市镇（或旧市镇、城区）包括：格雷皮亚克、欧拉涅、科雅克、桑特加贝勒、格拉扎克、拉布吕耶尔多尔萨、拉格拉斯迪约、莫雷萨克、莫韦桑、米尔蒙、皮达涅勒。

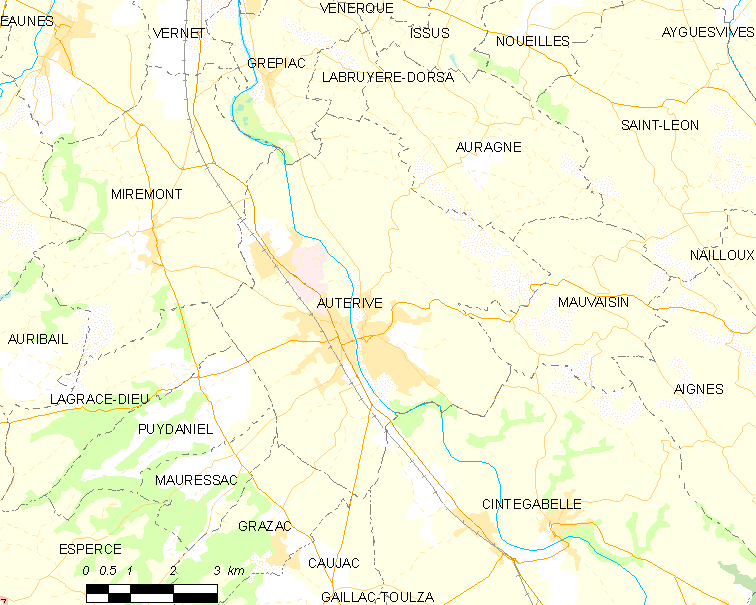
欧特里沃的OSM定位图

欧特里沃的时区为UTC+01:00、UTC+02:00（夏令时）。

## 行政
欧特里沃的邮政编码为31190，INSEE市镇编码为31033。

## 政治
欧特里沃所属的省级选区为欧特里沃县。

## 人口

1962-2008年间欧特里沃人口变化图示

欧特里沃于2022年1月1日时的人口数量为10291人。

## 友好城市
- 西班牙 滨海阿雷尼斯
- 義大利 丰塔内莱
- 德国 黑尔曼斯堡